# زارفلد-رودلشتات
زارفلد-رودلشتات (به آلمانی: Landkreis Saalfeld-Rudolstadt) یک ناحیه در آلمان است که در تورینگن واقع شده‌است.

## خصوصیات
زارفلد-رودلشتات  ۱۲۹٬۶۱۰ نفر جمعیت دارد.